# Henry N. C. Wong
Henry Nai Ching Wong (* 25. November 1950 in Hongkong) ist ein chinesischer Chemiker.

## Leben
Henry Wong studierte an der Chinesischen Universität Hongkong und machte dort 1973 seinen Bachelor. Seinen Ph.D. erlangte er 1976 am University College London. Als Postdoc war Wong zunächst an der Harvard University tätig. Anschließend arbeitete bei der University of London und bei der Chinesischen Akademie der Wissenschaften. 1982/83 lehrte er an der Polytechnischen Universität Hongkong. Danach begann er seine Lehrtätigkeit an der Chinesischen Universität Hongkong. An der University of London machte er 1994 seinen Doctor of Science. Von 1996 bis 2018 war er an der Chinesischen Universität Hongkong Professor für Chemie. Seit 2018 ist er dort Forschungsprofessor.
Wong ist seit 2004 Mitglied der The World Academy of Sciences, seit 1999 Mitglied der Chinesischen Akademie der Wissenschaften und seit 1972 Mitglied der American Chemical Society. Außerdem ist er Fellow der Royal Society of Chemistry. Wong beteiligte sich an diversen chemischen Publikationen, wie den Topics in Current Chemistry, Synlett, Organic and Biomolecular Chemistry, Chemical Communications, European Journal of Organic Chemistry, Chemistry – An Asian Journal, Heterocycles, Bulletin of the Chemical Society of Japan, Tetrahedron und den Tetrahedron Letters.